# Adama Diomande
Adama Diomande, né le 14 février 1990 à Oslo en Norvège, est un footballeur international norvégien, qui joue au poste d'attaquant au Toronto FC en MLS. Il possède également la nationalité ivoirienne.

## Biographie

### Carrière en club
Le 12 janvier 2023, il signe un contrat de deux ans au Toronto FC et fait son retour en Major League Soccer après son passage au Los Angeles FC entre 2018 et 2020.

### Carrière internationale
Adama Diomande compte trois sélections avec l'équipe de Norvège depuis 2015.
Il est convoqué pour la première fois en équipe de Norvège par le sélectionneur national Per-Mathias Høgmo, pour un match des éliminatoires de l'Euro 2016 contre l'Azerbaïdjan le 12 juin 2015. Il entre à la 79e minute de la rencontre, à la place de Joshua King (0-0).

## Palmarès
IL Hødd
- Champion de Norvège de D3 en 2010

 Strømsgodset IF
- Champion de Norvège en 2013